# مونيا أبيض الرأس
مونيا أبيض الرأس (الاسم العلمي: Lonchura maja) (بالإنجليزية: White-headed Munia)‏ هي نوع من الطيور تتبع جنس المونيا من فصيلة شمعية المنقار.